# Ajtai Miklós (matematikus)
Ajtai Miklós (Budapest, 1946. július 2. –) magyar származású amerikai matematikus, informatikus az amerikai IBM Almaden Research Centerben, a Magyar Tudományos Akadémia külső tagja. 
2003-ban az informatika területén elért számos eredményéért – mint amilyen egy klasszikus rendezőhálózati (sorting network) algoritmus (Komlós Jánossal és Szemerédi Endrével), az exponenciális alsó korlátok, a programelágazások szuperlineáris idő-tér hatékonysága és más „egyedi és különleges” munkái – Knuth-díjat kapott.

## Életrajza
Ajtai Miklós politikus és Radics Ilona vegyész, bölcsészdoktor (1912–1965) fia.
1976-ban szerezte meg a kandidátusi címet az MTA-n.
1995 óta az Akadémia külső tagja.
1988-ban a berlini  Nemzetközi Matematikai Kongresszuson meghívott előadóként vett részt.
2012-ben az American Assotiation for the Advancement of Science (AAAS, Amerikai Tudományfejlesztési Egyesület) tagjának választották.
2021-ben tagja lett a National Academy of Sciences-nek (az egyesült államokbeli tudományos akadémia).

## Kutatási területe
Matematikai logikával, számítógéptudománnyal, kombinatorikával foglalkozik.

## Eredményei
- Belátta, hogy az az állítás, hogy két másodrendben elemien ekvivalens struktúra izomorf is, független a halmazelmélet szokásos axiómáitól.
- Megmutatta, hogy a skatulyaelvnek nincs polinomiális hosszúságú bizonyítása.
- Igazolta, hogy egy {\displaystyle n} hosszúságú 0-1 sorozatban található egyesek számának paritása nem dönthető el korlátos mélységű és {\displaystyle n}-ben polinomiális méretű hálózattal.
- Komlós Jánossal és Szemerédi Endrével bebizonyította az {\displaystyle R(3,n)} Ramsey-számokra a {\displaystyle cn^{2}/\log n} felső becslést.
- Szintén Komlós Jánossal és Szemerédi Endrével igazolta, hogy egy {\displaystyle n} pontot és {\displaystyle an} élt tartalmazó véletlen gráf majdnem biztosan tartalmaz egy {\displaystyle cn} hosszú utat, ahol {\displaystyle c} értéke {\displaystyle a}-tól függ ({\displaystyle a>1/2}).
- 1996-ban megalkotta az első hálóalapú („lattice based”) nyilvános kulcsú titkosítórendszer elméletét, mely a matematikai csoportelméletben található hálókra épül (mely problémák nehézségét Cynthia Dwork-kel közösen elemezték), mely egyike az ígéretes posztkvantum kriptográfiai eljárásoknak, vagyis azoknak, melyek a kvantumszámítógép elterjedésével sem válnak könnyen visszafejthetővé.

## Elismerései
- Az MTA külső tagja (1995)
- Knuth-díj (2003) Az elméleti számítógéptudomány terén elért számos eredményéért.